# Neil Grewcock
Neil Grewcock (* 26. April 1962 in Leicester) ist ein ehemaliger englischer Fußballspieler.

## Karriere
Grewcock kam 1978 als Nachwuchsspieler zu Leicester City und unterschrieb 1979 einen Profivertrag. Trotz eines Torerfolgs bei seinem Ligadebüt als 16-Jähriger kam der Flügelspieler nur sporadisch zum Einsatz und verließ den Klub nach Ablauf seines Vertrags 1981. Im März 1982 erhielt der untersetzte und stämmig wirkende Grewcock beim Drittligisten FC Gillingham einen Vertrag, wurde aber auch hier bereits im Mai 1983 aus seinem Vertrag entlassen und setzte seine Laufbahn zunächst im Amateurfußball bei Kettering Town und Shepshed Charterhouse fort.
Im Sommer 1984 wurde Grewcock von John Bond zum Drittligisten FC Burnley geholt und erlebte in seiner ersten Saison in Turf Moor den Abstieg in die Fourth Division. Bei den Fans von Burnley machte er sich am letzten Spieltag der Saison 1986/87 unvergessen, als dem Klub als Tabellenletztem der Absturz aus der Football League drohte, gleichbedeutend mit dem Ende des Klubs. Im so genannten „Orient Game“, benannt nach dem Gegner Orient, erzielte Grewcock per Linksschuss von der Strafraumgrenze die 1:0-Führung und bereitete kurz nach der Halbzeitpause per Freistoß das 2:0 durch Ian Britton vor. Die Partie endete letztlich 2:1 und Burnley schaffte den Klassenerhalt. In der folgenden Saison erreichte Burnley das Finale der Football League Trophy, Grewcock verpasste die Finalteilnahme im Wembley-Stadion vor über 80.000 Zuschauern, nachdem er sich im Halbfinale der Nordgruppe gegen Halifax Town verletzte.
Nach 202 Ligaspielen für Burnley wurde sein Vertrag 1991 nicht mehr verlängert und Grewcock ließ seine Karriere im Amateurlager bei Burnley Bank Hall ausklingen. Im Anschluss an seine Fußballerlaufbahn arbeitete er als Physiotherapeut und wurde in der Gegend von Burnley sesshaft.